# Liên đoàn bóng đá Bhutan
Liên đoàn bóng đá Bhutan (BFF) (tiếng Dzongkha: འབྲུག་ཡུལ་རྐང་རིལཁོངས་གཏོགས) là tổ chức quản lý, điều hành các hoạt động bóng đá ở Bhutan. BFF quản lý đội tuyển bóng đá quốc gia Bhutan, tổ chức các giải bóng đá như giải vô địch bóng đá Bhutan, cúp bóng đá Bhutan,.... BFF là thành viên của cả Liên đoàn bóng đá thế giới (FIFA), Liên đoàn bóng đá châu Á (AFC) và Liên đoàn bóng đá Nam Á.
Chủ tịch của Liên đoàn bóng đá Bhutan hiện nay là ông Lyonpo Khandu Wangchuk.